# VfR Wormatia 08 Worms
VfR Wormatia 08 Worms e.V., Wormatia Worms, är en tysk fotbollsklubb som är baserad i staden Worms.

## Svenska spelare
- Hans Selander